# Košátky (zámek)
Košátky jsou zámek na severním okraji obce Košátky v okrese Mladá Boleslav ve Středočeském kraji. Zámek vznikl přestavbou původně gotické tvrze. Památkově chráněný areál kromě původní tvrze zahrnuje také další stavby: mosty, příkopy, sklepy, mariánské sousoší, mlýn a park s bažantnicí.

## Historie
Původní tvrz v první polovině 15. století přestavěl Jan Košátecký z Veitmile v gotickém slohu, z jeho stavby se dochovala mohutná hranolová věž. Koncem 15. století tvrz získali páni z Kolovrat (Václav Bezdružický z Kolovrat). Ti ve druhé polovině 16. století přistavěli boční renesanční křídlo s figurálními sgrafity a později barokní křídlo. Kolem objektu je zachován původní vodní příkop. V držení Kolovratů byl zámek až do ukončení pozemkové reformy v letech 1923–1924, kdy se po okleštění majetku rozhodl panství Košátky se dvory Dolní Slivno a Horní Slivno prodat.
Na zámku zemřela roku 1934 německy píšící spisovatelka Ossip Schubin a její sestra, malířka a designérka skla Marie Louisa Kirschnerová.

### Pozemková reforma
Pozemková reforma byla na velkostatku Košátky (Kojovice, Řivno a Košátky, Horní a Dolní Slivno) Alexandra Kolovrat-Krakovského zahájena v roce 1921. Přídělové řízení na dvorech Košátky, Slivno Dolní, Slivno Horní, ležící svými pozemky v kat. obcích Slivno Dolní, Slivno Horní, Košátky Staré, soud. okresu Nové Benátky a polit. okresu Mladá Boleslav, o celkové výměře 531 ha, bylo ukončeno 10. března 1924 a vedl jej přídělový komisař Státního pozemkového úřadu v Mladé Boleslavi II. Zbytkový statek Kojovice o rozloze 35 ha byl prodán za přídělovou cenu 190 000 Kč Josefu Manželovi a zbytkový statek Řivno (nyní Hřivno) o rozloze 19 ha za cenu 180 000 Kč Václavu Manželovi.
Rozparcelováno asi 85 ha polí a luk od dvora v Košátkách. Pozemkovou reformou zmenšeny byly i dvory v Horním a Dolním Slivně. Dvory v Hřivně a Kojovicích po parcelaci zmenšeny na tzv. zbytkové statky a odprodány dosavadním nájemcům. Z přídělů z 1. parcelace účastno mimo obec asi 10 občanů místních a několik občanů z Krp. V té době přišly také do soukromého vlastnictví pozemky z dlouholetých nájmů. Pro obec nejdůležitější byla koupě pozemku zvaného „Na ostrově”, zakoupeného obcí a rozděleného později asi na dvacet stavebních parcel, na nichž již v roce tomto vznikly první stavby obytných domků.
Kronika obce Košátky

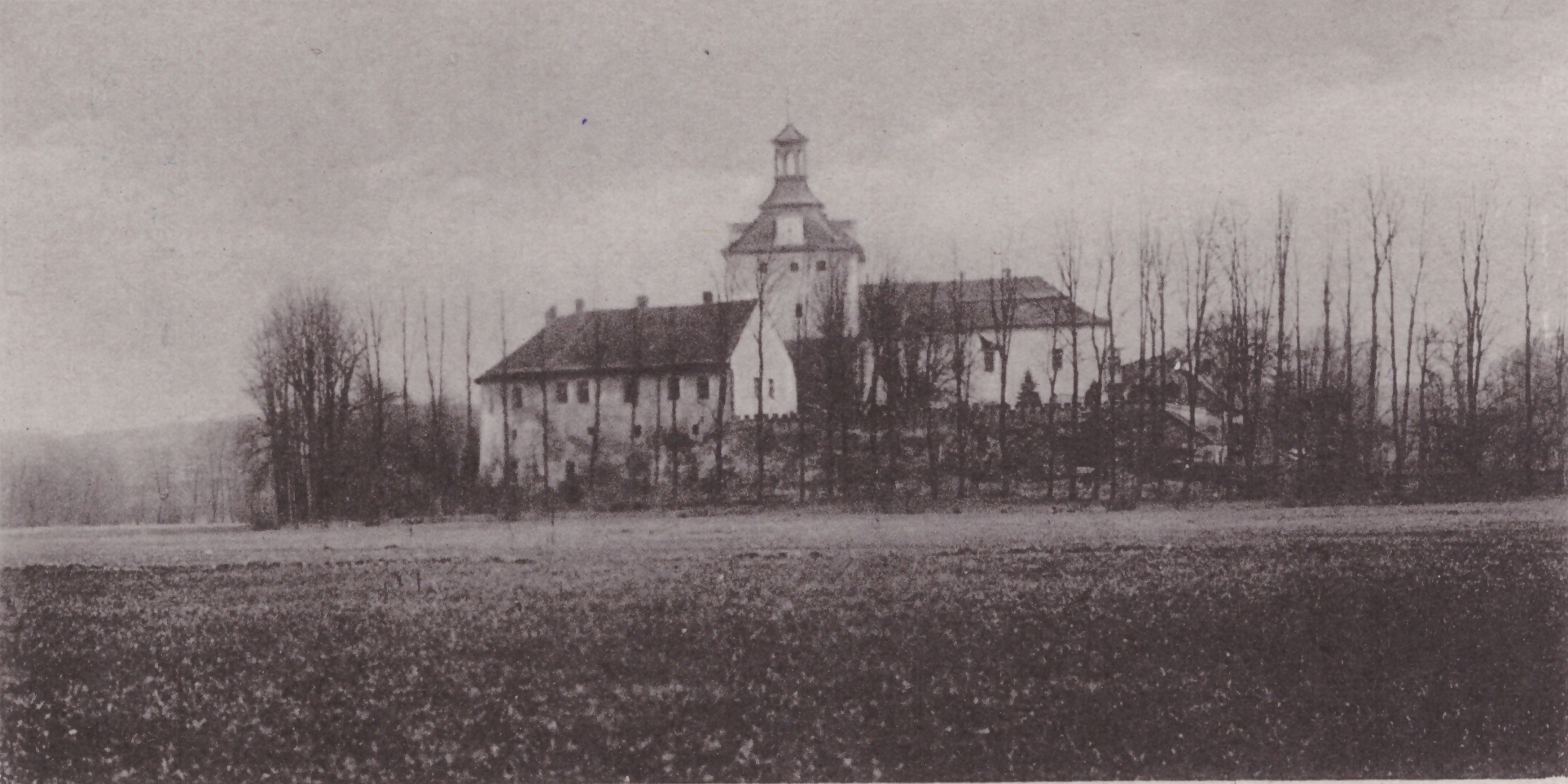
Zámek Košátky na snímku z roku 1941

Po parcelaci velkostatku v roce 1924 se Alexander Kolovrat-Krakovský rozhodl panství, které Kolovratům patřilo od roku 1804 (soud. odhad 381 657 zl. 45,5 kr.) prodat. V červenci 1924 celé panství Košátky odkoupil za 2 800 000 Kč Otakar Čapek, velkostatkář v Dolním Slivně, Arnošt Čapek, spolumajitel velkostatku, a jejich otec Ot. Čapek, zemědělec. V roce 1937 byla na panství Košátky uvalena exekuční dražba.
Velkostatek Košátky se dražil 30. června 1938 jako celek, a to ve výměře 810 ha (z toho 533 ha lesa). Odhadní cena celku činila 10 608 615 Kč. Po dražení tohoto celku byly prodávány dražené nemovitosti jakož tři samostatné hospodářské celky, a to:
- dvůr Košátky se zámkem ve výměře 663,7386 ha (z toho 533 ha lesa), odhadní cena těchto nemovitostí činila 6 076 846 Kč, vadium 607 685 Kč, nejnižší podání 4 051 230,65 Kč
- dvůr Horní Slivno ve výměře 83,0465 ha zemědělské půdy, odhadní cena těchto nemovitostí činila 2 525 583 Kč, vadium 252 559 Kč, nejnižší podání 1 683 688,65 Kč
- dvůr Dolní Slivno ve výměře 63,2007 ha zemědělské půdy, odhadní cena těchto nemovitostí činila 2 006 186 Kč, vadium 200 619 Kč, nejnižší podání 1 337 457,35 Kč.

Nejvyšší podání učinila rodina továrníka Weisse (Anna, Hana, Arnošt a Robert Weiss) ze Dvora Králové nad Labem a to 7,5 milionů korun, kteří vrchní správou statku pověřili Bohumila Proška. Továrník Weiss nechal sešlý zámek a hospodářské budovy opravit. Bratři Čapkové se odstěhovali počátkem roku 1939 do Prahy. V roce 1940 převzal vrchní velení na velkostatku Němec J. Sprongl, který pro neposlušnost a nepřátelský postoj správce Bohumila Proška zbavil s okamžitou platností služby vrchního správce. Novým správcem se stal R. Weniger. V letech 1940–1942 prováděla německá vnucená správa přestavby zámku i hospodářských budov. V roce 1945 byl zámek zkonfiskován. Je chráněn jako kulturní památka.